# Francesco Schittulli
Francesco Schittulli (Gravina in Puglia, 21 aprile 1946) è un oncologo e politico italiano.
Dal 2000 è presidente nazionale della Lega Italiana per la Lotta ai Tumori e dal 2009 al 2014 è stato presidente della provincia di Bari.

## Biografia
Figlio di Angelo Schittulli, esponente della corrente morotea della Democrazia Cristiana e segretario regionale del partito a cavallo tra gli anni ottanta e novanta, Francesco Schittulli è laureato con lode in Medicina e Chirurgia e specializzato in chirurgia generale e in oncologia. È cresciuto nella città di Gravina in Puglia dove ha vissuto sino ai vent’anni. Direttore senologo-chirurgo e capodipartimento Donna dell'Istituto Tumori di Bari, dal 1986, è stato direttore scientifico dell'Istituto oncologico di Bari dal 1993 al 1997. Dal 1993, anno della sua costituzione, è componente della Commissione Oncologica Nazionale del Ministero della Salute.
Eletto più volte consigliere all'Ordine dei medici di Bari, è stato consigliere nazionale della Società italiana di chirurgia oncologica e direttore della Scuola speciale di senologia chirurgica dell'Associazione chirurghi ospedalieri italiani. È stato docente universitario dapprima presso la facoltà di Medicina e Chirurgia dell'Università di Foggia e poi presso la Scuola di specializzazione in Oncologia della Università degli studi di Bari e della Università degli studi di Roma Tor Vergata.
Ha eseguito oltre 23.000 interventi chirurgici per patologia mammaria ed è autore di circa 300 pubblicazioni scientifiche edite su riviste nazionali e internazionali e curatore editoriale della Rivista italiana di Senologia chirurgica. Dal 2007 è direttore scientifico del periodico International Trends in Oncology edito a Roma. Dal 2008 è referente della fondazione internazionale Breast Health Institute. È stato inoltre componente del comitato scientifico Eurispes della Puglia.
Dal 2006 è componente del Consiglio di indirizzo della Fondazione Cassa di Risparmio di Puglia.
Nel 2007, dopo la morte del padre, istituisce la fondazione Sussidarietà "Angelo Schittulli", della quale diviene presidente.
Nel 2016, entra a far parte del Consiglio degli esperti di Sanità del Presidente della Regione Puglia, Michele Emiliano, precedentemente suo avversario nelle elezioni del 31 Maggio 2015.

## Attività politica

### Presidenza della Provincia di Bari
A febbraio 2009 ha ufficializzato la candidatura alla presidenza della Provincia di Bari per la coalizione di centrodestra e alle elezioni del 7 giugno 2009 è stato eletto al primo turno, con il 50,56 % dei voti.
Il 12 novembre 2010 fonda un proprio partito, il Movimento Politico Schitulli, già attivo come lista elettorale nelle elezioni amministrative dello stesso anno. Il 31 ottobre 2011 aveva rassegnato le dimissioni dalla sua carica che ha ritirato dopo 18 giorni. Rimane poi presidente della provincia per l'intera legislatura, fino al 2014.

### Candidato alla Presidenza Regione Puglia e sviluppi successivi
Nel 2015 si candida alla presidenza della Regione Puglia in vista delle elezioni del 31 maggio: sostenuto inizialmente da tutto il centrodestra, con l'accentuarsi dei contrasti tra Silvio Berlusconi e Raffaele Fitto vede venire meno l'appoggio di Forza Italia e di altri partiti minori, che individuano come propria candidata Adriana Poli Bortone.

Schittulli si presenta comunque alle elezioni sostenuto dal Movimento Politico Schittulli-Area popolare (che comprende i candidati di Area Popolare e gli esponenti della Lista Schittulli fondata in occasione delle elezioni provinciali del 2009), da Fratelli d'Italia e dalla lista Oltre con Fitto, costituita dagli esponenti di Forza Italia vicini all'ex presidente regionale.
Il 31 maggio Schittulli con il 18% dei voti arriva terzo dietro a Michele Emiliano (Centro-sinistra) e Antonella Laricchia (Movimento 5 Stelle), superando l'altra candidata di centrodestra Poli Bortone.
Dal 2021 è tra i membri del comitato direttivo del neocostituitosi partito Noi con l'Italia, a seguito di un accordo tra il partito centrista e il Movimento Schittulli.

## Onorificenze
È socio onorario del Rotary Club Bari Castello e del Lions Club Bari Host.
È stato insignito di numerosi riconoscimenti, tra i quali:
- l'onorificenza di San Gregorio Magno attribuita dal Papa Giovanni Paolo II;
- Croce di ufficiale dell'Ordine pro merito Melitensi;
- Premio Luigi Coppola
- Melvin Jones Fellow dalla Fondazione Lions Club International;
- Paul Harris Fellow 2006 dalla Fondazione Rotary International.
- Medaglia d’oro al merito della sanità pubblica da parte presidente della Repubblica Italiana, Carlo Azeglio Ciampi.

Gli sono stati attribuiti inoltre i premi nazionali: Premio Barocco, Margherita d'oro, Per aspera ad astra (Bergamo), Targa d'oro Regione Puglia 2003, Golfo d'oro 2004, Santa Caterina d'oro - Città di Siena Oscar 2004, Premio Ciociaria 2005 e Progetto Donna 2006.